# Monochamus basifossulatus
Monochamus basifossulatus là một loài bọ cánh cứng trong họ Cerambycidae.